# Pieter van Lint

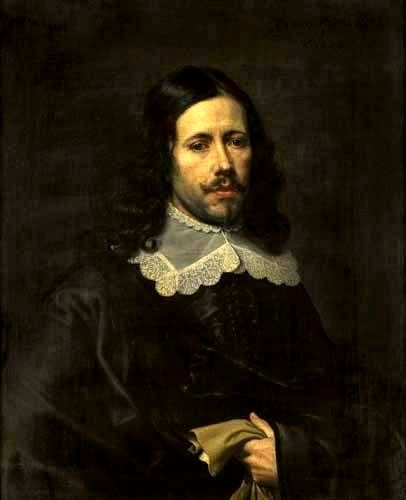
Pieter van Lint, Autoritratto, Museo reale delle belle arti del Belgio

Pieter van Lint (Anversa, 28 giugno 1609 – Anversa, 25 settembre 1690) è stato un pittore e disegnatore fiammingo.

## Biografia
Pittore dell'età barocca, Pieter van Lint (che si trova anche come Peter e Pierre) fu istruito nella pittura da Roeland Jacobs, dal 1619, quindi da Artus Wolffort, dal 1624. Ad Anversa si esercitava eseguendo copie di dipinti di Rubens e di Maarten de Vos. Acquistò notorietà e fu accolto nel 1633-1634 come maestro di pittura nella Corporazione di San Luca di Anversa. Dipinse scenne storiche, mitologiche, pastorali e di genere e, su commissione, dipinse anche ritratti e cartoni per arazzo.

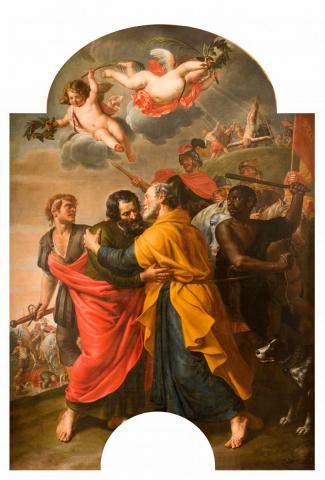
Pieter van Lint, San Pietro e san Paolo si separano, 1655

Partì per l'Italia e si fermò prima a Venezia, dove studiò l'opera di Paolo Veronese; raggiunse quindi Roma nel 1635, dove conquistò la stima e la protezione del cardinale Domenico Ginnasi. Dipinse ad affresco, fra il 1635 e il 1640, le Storie della croce, con angeli e profeti, sulle pareti e sul soffitto della cappella del Crocefisso (o Cibo-Soderini), nella Basilica di Santa Maria del Popolo. Grazie a tre incisioni di Petrus de Bailliù tratte da opere di van Lint datate al 1635 possiamo accertare con sicurezza che si trovasse presso Roma già da tempo.
Durante un soggiorno a Parigi, fra il 1640 e il 1641, entrò in contatto con Nicolas Poussin. Tornò definitivamente ad Anversa e dipinse per chiese locali. Il re Cristiano IV di Danimarca gli commissionò opere per il suo castello di Kronborg, ad Helsingør.
Nelle sue opere della maturità mostrò la netta influenza caravaggesca, assorbita in Italia. Dipinse allora molte tele di argomento religioso, di piccolo formato; ma erano di qualità non uniforme, perché realizzate in gran parte da pittori della sua bottega: queste tele erano destinate all'esportazione, in Spagna e nelle colonie spagnole, un tipo di distribuzione che utilizzavano altri maestri del tempo, come Murillo e Pacecco De Rosa.
Dipinse anche ritratti e grandi tele di gusto classico, ispirate ad Annibale Carracci e al Guercino; alcune presentavano qualche analogia con quelle di Philippe de Champaigne.
Come altri artisti fiamminghi del tempo, realizzò cartoni per arazzo. Sono a lui attribuiti i disegni per gli arazzi, con le Storie della Vergine, realizzati per la Chiesa di Notre Dame de la Poterie, a Bruges.
Tra i suoi discepoli: Godfried Maes e Guglielmo Borremans che fu un suo aiuto per gli affreschi a Santa Maria del Popolo. Il pittore paesaggista Hendrik Frans van Lint era suo figlio. Di un altro suo figlio pittore, Giacomo, morto giovane, non si conoscono opere.

## Opere
- Re David canta e danza davanti all'arca, Museum Abtei Liesborn, Wadersloh
- Cristo entra a Gerusalemme, Bayerische Staatsgemäldesammlungen, Monaco di Baviera
- Crocefissione, Bayerische Staatsgemäldesammlungen
- Adorazione dei pastori, Salesianerinnenkirche, Vienna
- La guarigione del paralitico alla piscina de Bethesda, Kunsthistorisches Museum, Vienna
- Abbeveratoio, Museo reale di belle arti di Anversa
- Santo francescano, Museo reale di belle arti di Anversa
- Santa caterina d'Alessandria, Museo reale di belle arti di Anversa
- San Cristoforo, Museo reale di belle arti di Anversa
- Mircolo di san Giovanni da Capistrano, Museo reale di belle arti di Anversa
- Ritratto di bambino, Museo reale di belle arti di Anversa
- Autoritratto, Museo reale di belle arti di Anversa
- Giunone e cerere rifuitano d'aiutare Venere, Museo reale di belle arti di Anversa
- Giove abbraccia Cupido, Museo reale di belle arti di Anversa
- San Pietro e san Paolo si separano, pala d'altare, 1655, Chiesa di San Giacomo
- Distribuzione del pane da parte dei direttori dell'ospedale Saint-Jans de Nieuport e di loro congiunti, Chiesa di Notre-Dame di Nieuport
- Riconciliazione fra Giacobbe ed Esaù, Chiesa di San Pietro Turnhout
- Adorazione dei Magi, 1630, Chiesa di Sant'Amando Bavikhove
- San Gerolamo, Abbazia di Westmalle
- Tre Virtù divine, Chiesa di Santa Waudru, Herentals
- Circoncisione di Cristo, Abbazia di Grimbergen
- Testa di martire, Stedelijk Museum Wuyts-Van Campen en Baron Caroly, Lier
- Gesù porta la croce, Museo di belle arti di Liegi
- Busto di san Pietro, Chiesa di Saint-Léger, Ghislage
- Guarigione del paralitico, Abbazia di Maredsous
- Cristo tra i dottori, Museo del Prado, Madrid
- Maria Maddalena dai farisei, Museo del Prado, Madrid
- Triondo di Amore, Museo del Prado, Madrid
- Trionfo di Cibele Museo del Prado, Madrid
- Vergine del Carmelo, Museo Lázaro Galdiano, Madrid
- San Giovanni Battista e santa Barbara venerano la Vergine, Museo di belle arti di Valencia
- Apparizione della Vergine del Pilar a san Giacomo e agli apostoli, Museo di belle arti di Bilbao
- Scene della vita della Vergine, affresco, Chiesa di Sant'Ignazio Morón de la Frontera
- Adorazione dei pastori, Museo di belle arti di Siviglia
- Sogno di Giacobbe, Palazzo di San Telmo, Siviglia
- Riconciliazione fra Giacobbe ed Esaù, Palazzo di San Telmo, Siviglia
- Giuseppe racconta i suoi sogni a suo padre a ai suoi fratelli, Palazzo di San Telmo, Siviglia
- San Pietro guarisce lo storpio, Casa Palazzo Guardiola
- Giacobbe benedice i figli, Cattedrale di Siviglia
- Offerte della regina di Saba a re Salomone, Museo di belle arti
- Giudizio di Salomone, Museo degli Augustins Hazebrouck
- Sepoltura di Cristo, Hôpitaux de Paris
- Allegoria della pace e dell'Abbondanza, Museo di Saint-Loup Troyes
- Silvio ee Dorinda, Museo di belle arti di Budapest
- Giudizio di Salomone, Museo di belle arti di Budapest
- Ritratto maschile, Museo di belle arti di Budapest
- Sacra Famiglia Noordbrabants Museum
- Sine Cerere et liber friget Venus, Noordbrabants Museum
- La figlia di Jephte, Ermitage, San Pietroburgo
- Penitenti davanti alla Vergine e al Bambino, Ermitage
- Scipione l'Africano, Carskoe Selo, Pouchkine
- Adorazione dei pastori, Statens Museum for Kunst, Copenaghen
- La vera croce guarisce l'ammalato (1635-1640), Santa Maria del Popolo, Roma
- Venere e Cupido, disegno di Raffaello, Getty Center, Los Angeles
- Achille scoperto tra le figlie di Lycomede, Museo d'Israele, Gerusalemme
- Incoronazione del re Giovanni a Stoccolma nel 1497, Castello di Vittskövle
- Maria Maddalena, 1634, Castello reale di Varsavia
- Giovane uomo che entra dalla porta della Virtù, inchiostro su carta, 1630, Museo nazionale di Varsavia
- Allegoria della Immortalità, Museo nazionale Brukenthal
- Alessandro Magno ritorna dalla battaglia, 1635 circa Bergen Kunstmuseum.

## Galleria d'immagini

Opere di Pieter van Lint
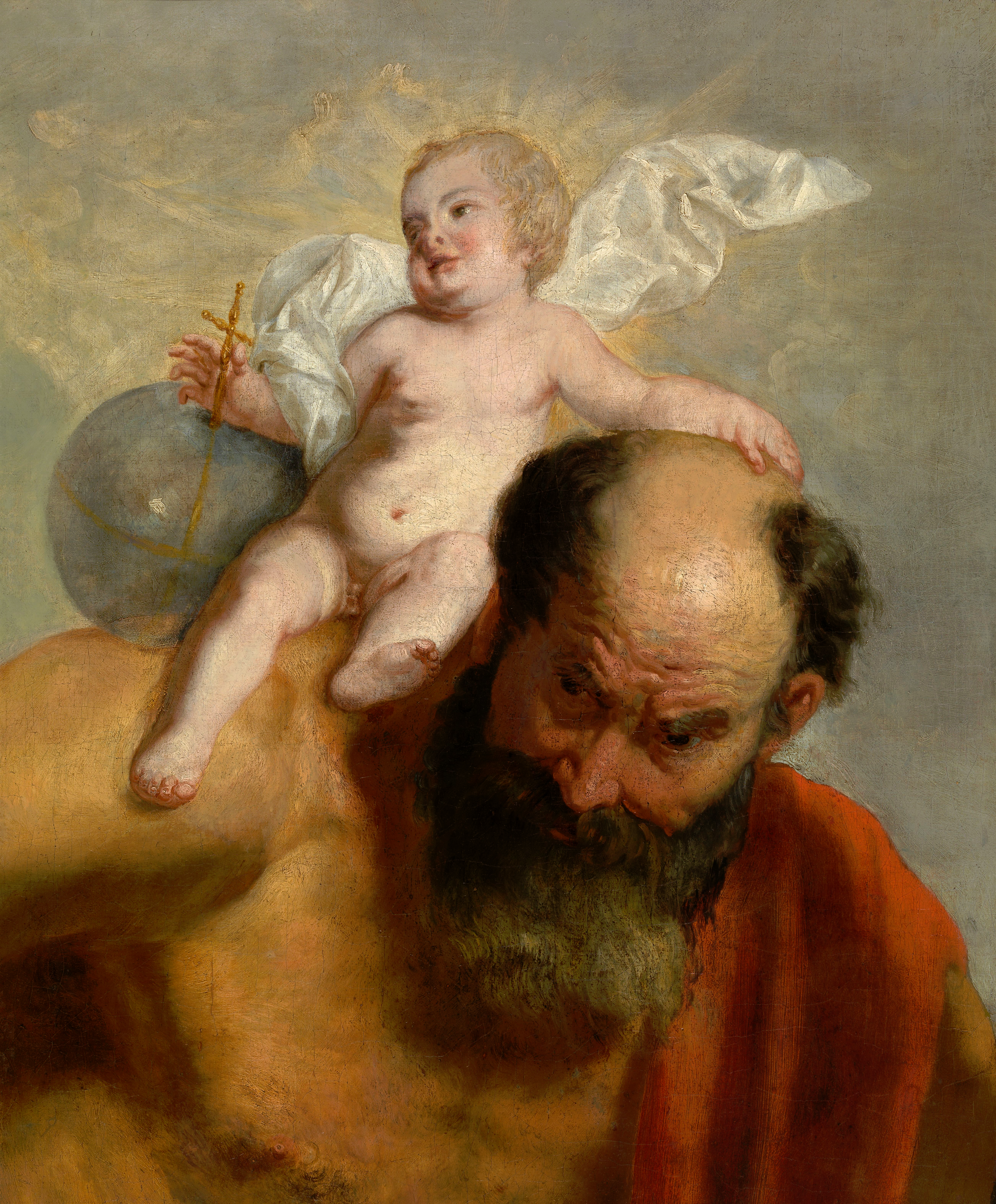
San Cristoforo
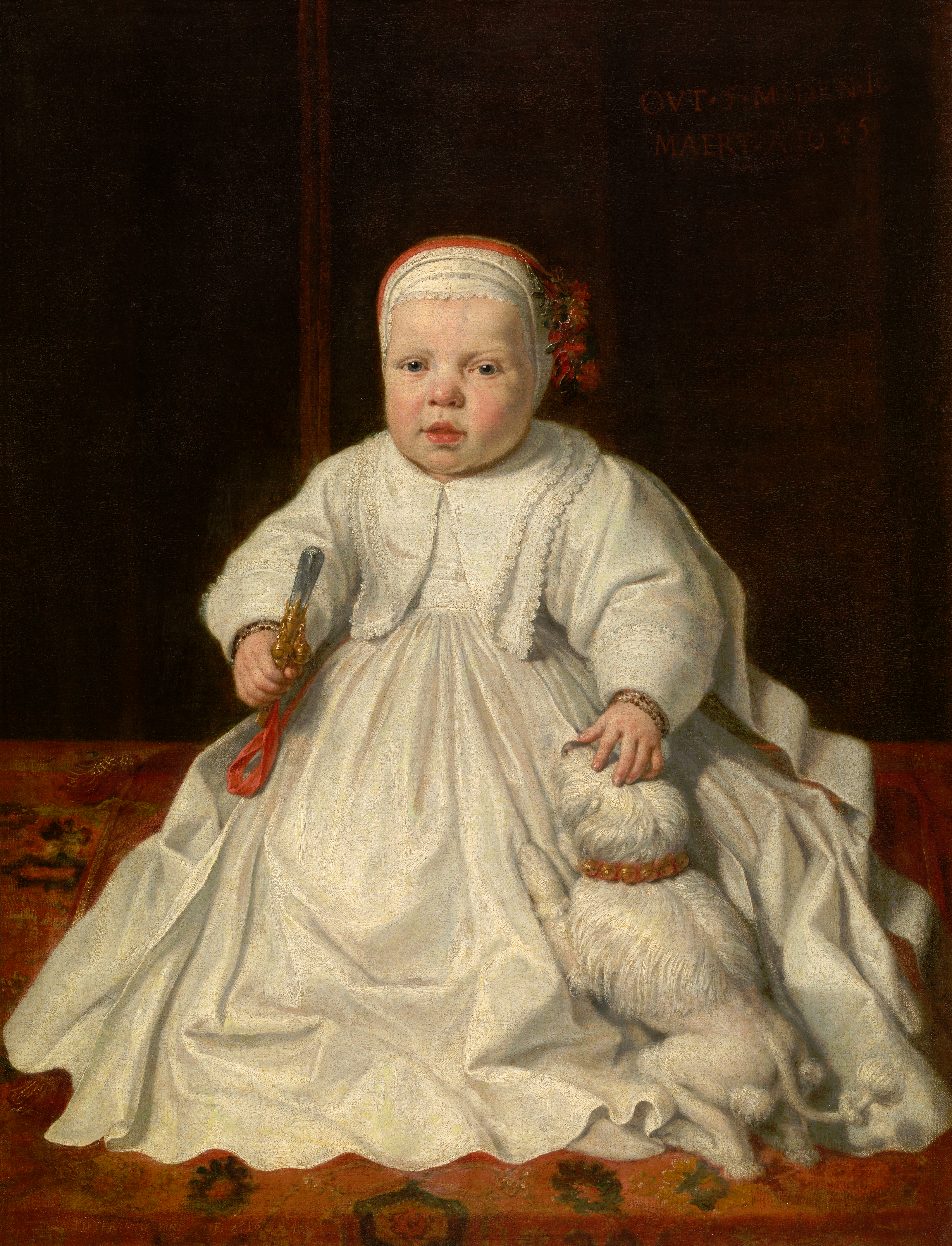
Ritratto di bambino
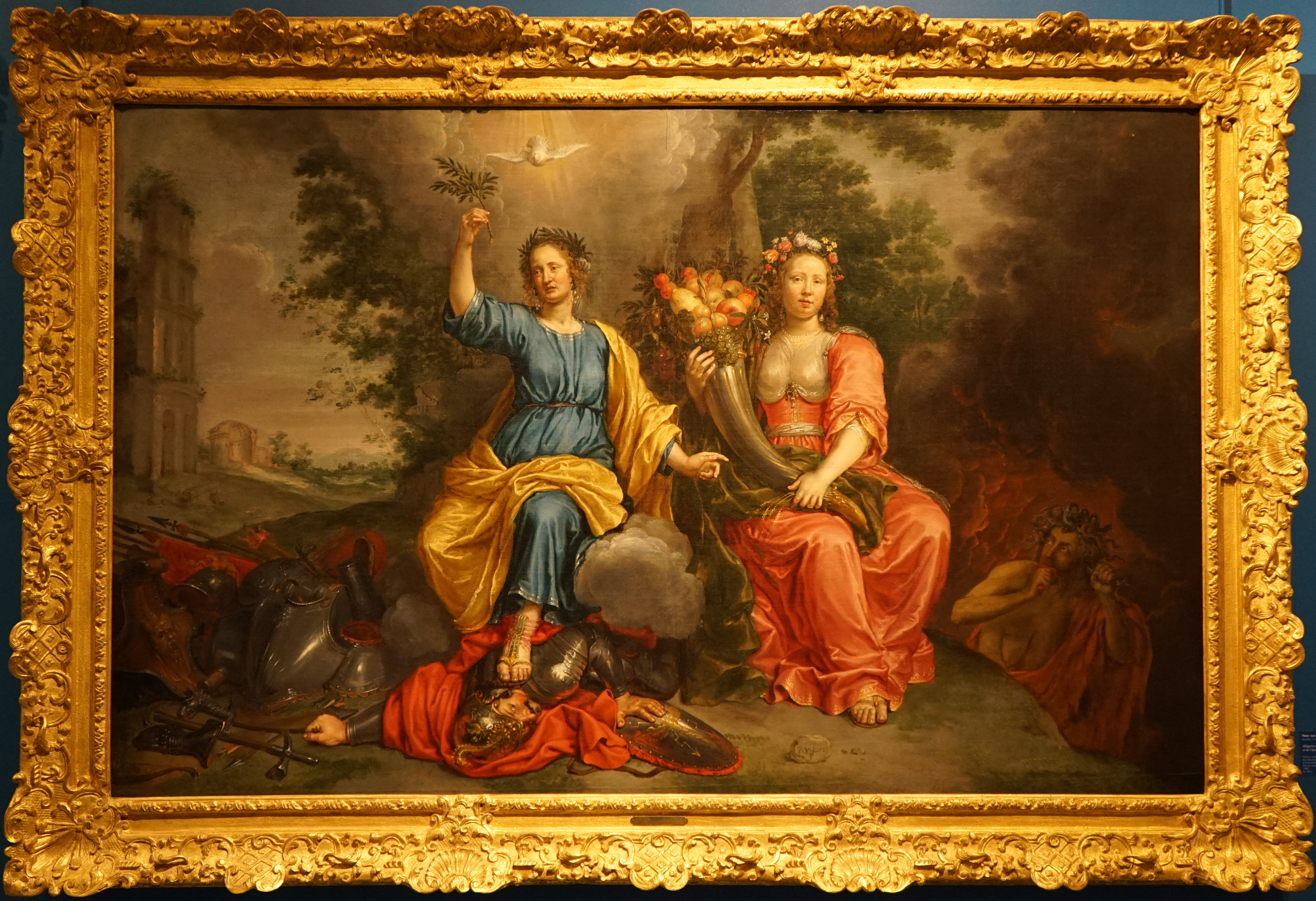
Allegoria della Pace e dell'Abbondanza
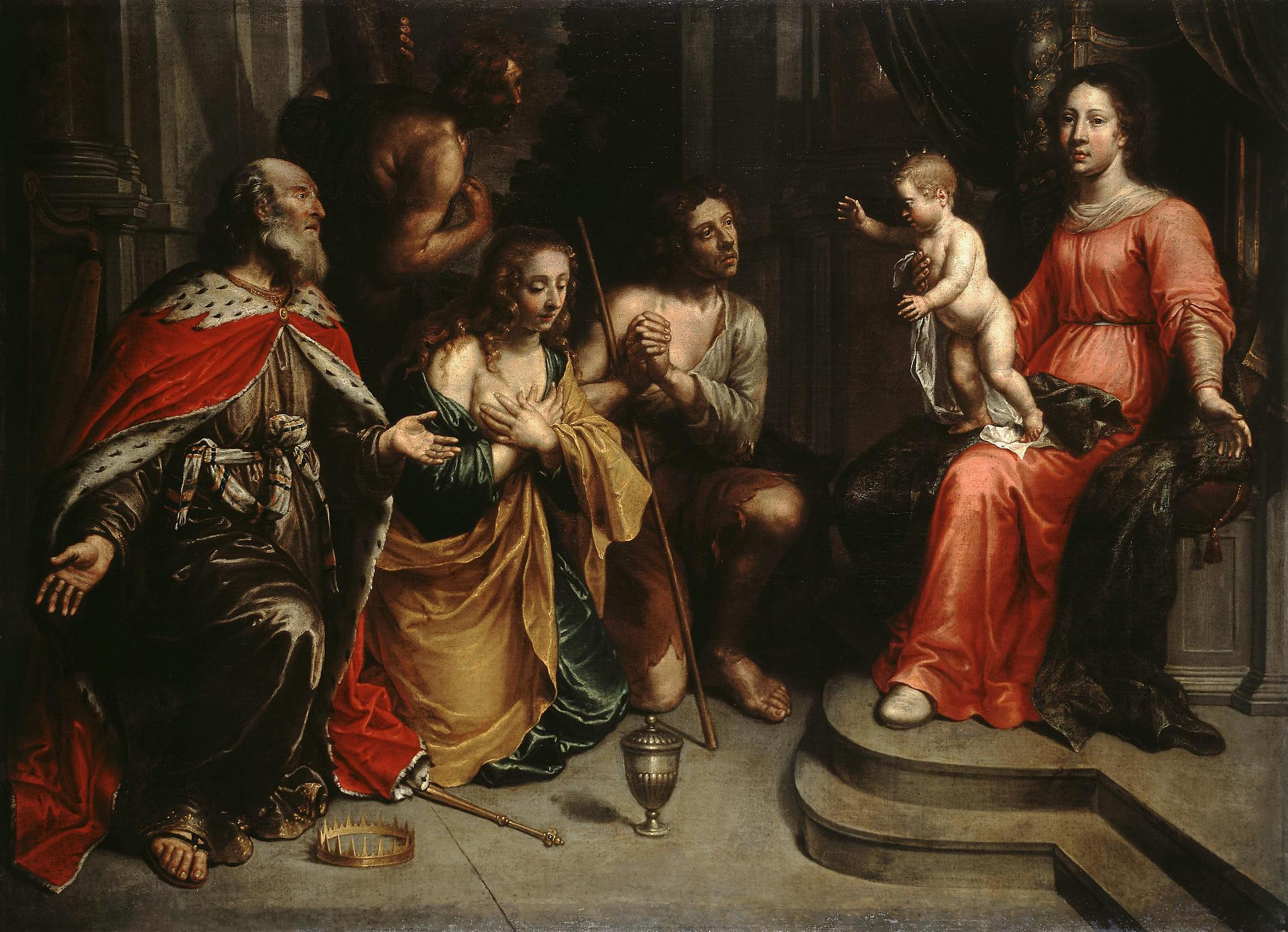
Penitenti davanti alla Vergine e al Bambino
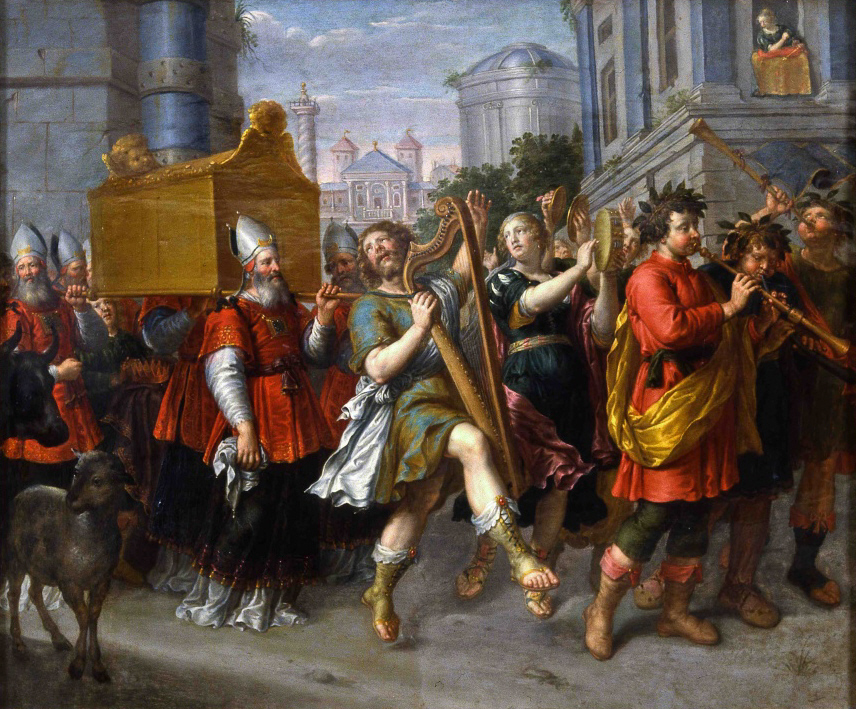
Re David canta e danza davanti al trasferimento dell'arca
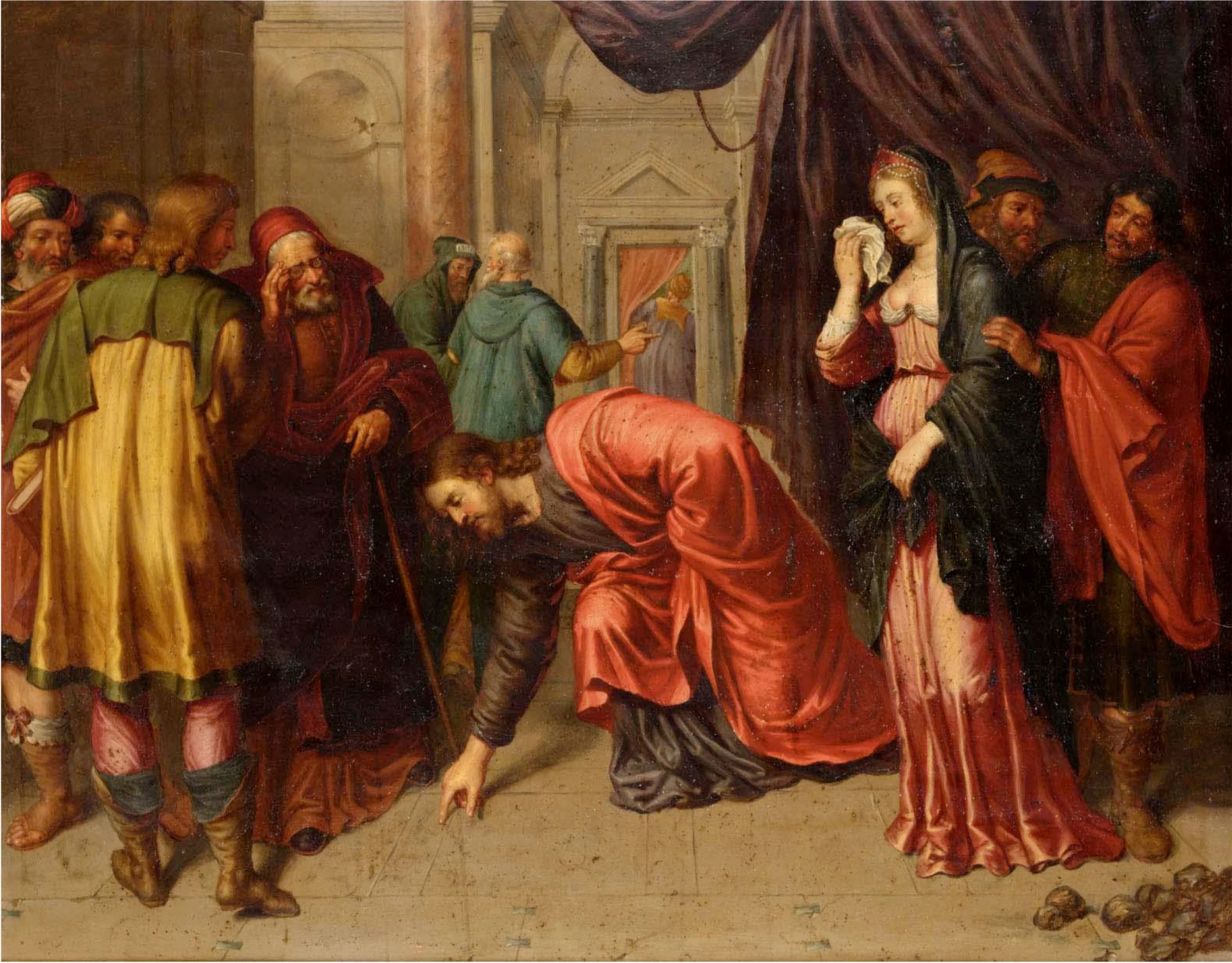
Gesù e l'adultera
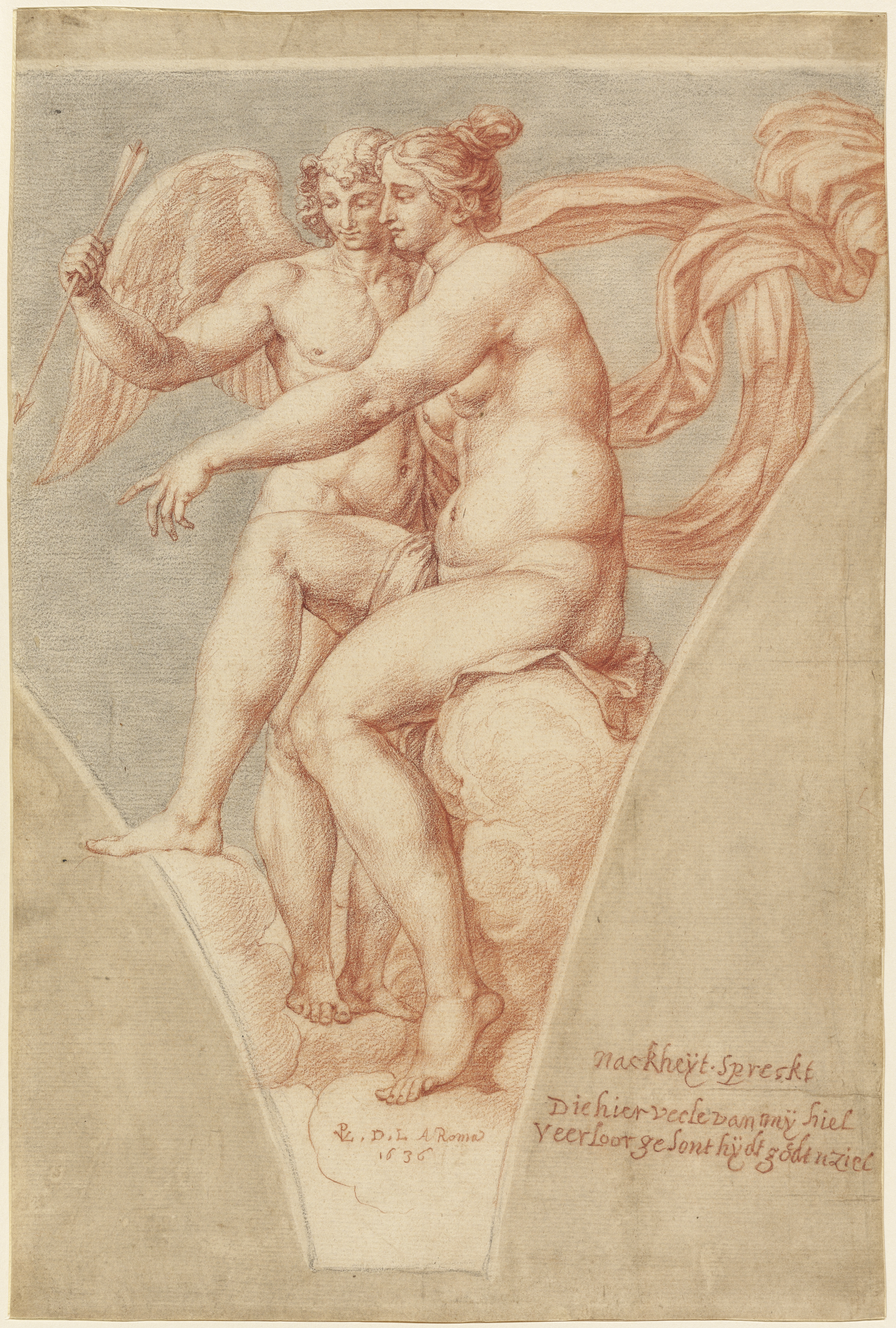
Venere e Cupido (disegno, da Raffaello)